# داویده گاردینی
داویده گاردینی (انگلیسی: Davide Gardini; ۱۱ فوریهٔ ۱۹۹۹) بازیکن والیبال اهل ایتالیا است.